# Pyapun jezik
Pyapun jezik (ISO 639-3: pcw), jezik naroda Pyapaun, jedan od 46 jezika iz nigerijske države Plateau, kojim govori 17 300 (2000) ljudi u LGA Mikang i Shendam.
Jezik pyapun srodan je jezicima tal [tal] i montol [mtl]. Pripada afrazijskoj skupini zapadnočadskih jezika, užoj skupini A.3. angas-gerka, podskupina pravih angas jezika.

## Vanjske poveznice
- Ethnologue (14th)
- Ethnologue (15th)